# Honeysuckle Divine
Betty Jane Allsup, més coneguda pel nom artístic de Honeysuckle Divine, (Rock Island, Illinois, 21 de gener de 1938) és una exstripper, exartista eròtica i excolumnista sexual estatunidenca. La seva especialitat era inserir i expulsar coses de la seva vagina a l'escenari; quan va actuar al Concertgebouw d'Amsterdam, va ser descrita al programa com "vaginista", una intèrpret que utilitzava la vagina. Sovint era detinguda. Segons Bruce David, editor de SCREW a la dècada de 1970, llavors editor de Hustler, va ser en un moment la stripper més coneguda dels Estats Units. Està especialment associada amb SCREW, per a qui era una mena de mascota. Com va dir Al Goldstein, el seu acte "va ser increïblement repugnant, així que, naturalment, la vam fer el nostre símbol". Va ser l'única dona associada amb SCREW durant qualsevol període.

## Primers anys
Nascuda a Rock Island, Illinois, Divine era la desena d'una família de catorze fills. Va descriure el seu pare com un "llenyataire que toca el banjo". Va ser una estudiant correcta fins que va arribar a la pubertat. La religió no va ser una part important de la seva educació, però quan va arribar a l'adolescència va començar a dominar tots els seus pensaments. Divine no bevia, ni fumava, ni maleïa ni jugava. Ajudava a la gent gran i als més pobres que ella. Pregava regularment pels malalts i els necessitats. Era una noia cristiana model, però sortia amb nois i tenia el cor trencat. Es va quedar embarassada i va avortar.
Als 21 anys, avorrida de la vida a Rock Island, va marxar cap a Filadèlfia, on es va fer postulant (novicia) al convent de les Monges Grises del Sagrat Cor. Al cap de tres mesos, sense poder "entendre les lliçons espirituals que em van intentar ensenyar", va sortir del convent, grimpant per una finestra a la nit, i va anar a la policia, que la va ajudar a tornar a Rock Island.

## Treballant com a stripper
Sense èxit a l'escola d'infermeria, va aconseguir una feina com a cambrera, però aviat va descobrir que podia guanyar molts més diners com a stripper. Es va traslladar a Washington, DC i va actuar en clubs de burlesc durant la dècada de 1960, sota el nom de Pussy Bird. Segons una entrevista de 1975, va deixar Illinois "armada només amb un vestit, una douche i un diari".
Divine va ballar i es va prostituir a Washington i Baltimore durant la dècada de 1960, mentre mantenia el seu apartament a Washington. Segons el seu diari, entre els seus clients hi havia un senador, un governador, dos ambaixadors a les Nacions Unides, dos líders sindicals, un autor guanyador del premi Pulitzer i, segons ella, el president dels Estats Units, Lyndon B. Johnson.
| « | (anglès) After I had been in Washington a couple of years, I met the President. I had been screwing one of his aides, and this guy told me (about the President). And then I screwed one of his relatives. So the President must have heard about me from these people. One night (Johnson) came into the striptease club (Fredericks) where I was with some other guys and he bought me a bottle of champagne. He made a date with me, and we went to the Statler Hilton, and then he took me home in a taxi to my apartment. The night I spent with the President at the Statler Hilton might have blossomed into a more lasting relationship if not for the Viet Nam war. He was a wonderful man who hated the decision he had to make. Fortunately, the times I went to bed with important people in Washington, D.C., it was strictly on a play-for-pay basis, and no mistress-type emotional affairs. | (català) Després d'haver estat un parell d'anys a Washington, vaig conèixer el president. M'havia follat un dels seus ajudants, i aquest noi em va parlar (sobre el president). I aleshores vaig relacionar-me amb un dels seus familiars. Així que el president devia haver sentit parlar de mi per aquesta gent. Una nit (Johnson) va entrar al club de striptease (Fredericks) on jo estava amb uns altres nois i em va comprar una ampolla de xampany. Va concertar una cita amb mi i vam anar a l'Statler Hilton, i després em va portar a casa amb un taxi fins al meu apartament. La nit que vaig passar amb el president a l'Statler Hilton podria haver florit en una relació més duradora si no fos per la guerra de Vietnam. Era un home meravellós que odiava la decisió que havia de prendre. Afortunadament, les vegades que vaig anar al llit amb gent important a Washington, DC, era estrictament pagar per jugar, i sense assumptes emocionals de tipus mestressa. | » |
| — | | |   |

Es va referir moltes vegades a la seva relació amb Johnson. També va dir que el vicepresident Spiro Agnew n'era un fan d'ella.
A finals de la dècada de 1960, Divine també va començar a actuar regularment a Nova York, normalment allotjant-se a l'Edison Hotel, apareixent a diversos emporis de la ginecomania com el Roxy, el Psychedelic Burlesk Theatre ("no era un lloc de treball popular perquè l'habitació dels homes es troba entre bastidors i quan les noies surten de l'escenari al final dels seus actes, els nois solen estar allà esperant per emboscar-les; em van atacar tres vegades en un dia allà"), i el Forty-second Street Playhouse ("l'últim senyal de vida abans d'un tram desolat d'aparcaments que condueix cap al riu Hudson").
Segons tots els comptes, les actuacions de Divine no eren remarcables; no era una gran ballarina i no tenia una rutina escènica especialment suggerent, però era una època en què els clubs sovint eren destruïts per policies a la recerca de qualsevol cosa que s'assemblés a un comportament lasciu. Cap a l'any 1970, en ensopegar per casualitat amb una descripció del famós flatulista Le Pétomane, va decidir que podria condimentar el seu acte. Això la va portar a convertir-se en cap de cartell a tot el país. El públic va quedar impressionat per les seves actuacions, que van incloure bufar espelmes amb les flatulències de la seva vagina; llançament de pilotes de ping-pong, expulsió de loció Jergens i altres articles de la seva vagina; introduir un mànec de baieta o escombra a la seva vagina i utilitzar-lo per fingir que estava netejant l'escenari; i finalment, inserint-li escabetx a la vagina, que després posava en bosses i venia al públic, o mantega de cacauet untada sobre els seus genitals, després posava pa i venia als membres del públic masculí.
| « | (anglès) I started by wheeling out my shopping cart full of surprises. The first thing I did was stick a mop handle in my puss and clean the stage floor. Then I pulled the mop handle out of my puss and made a lot of pussy farts. The audience always got a laugh out of that. I made my puss sound like a duck. I'd say, "I fucked a duck and the duck's still in there!" I lit a candle with a match, then extinguished the flame with my puss. Then I'd blow out the flame from three candles all at once. After that I put three candles in my puss, lit them, and stood on my head. I'd count down, and blast-off! The candles shot out of my puss like a rocket. I call that 'Pussy Propulsion'. After the candles, I smoked a cigarette in my puss and blew smoke rings in time with Glenn Miller swing music. This is an old-time trick for the smoker's stag parties. I used to be afraid of cancer because of the smoke. Then I pour Jergens lotion into my parts, which I then shoot 20 feet into the air. The guys within shooting range scatter in all directions! I joke that the guys who are close to me are in the "combat zone." Then I put talcum powder in my pussy, which I blow out in big white clouds. Then I shoot ping pong balls out; the powder gives me better grip on the ball so I can shoot them 15 to 20 feet. I prepare each ball carefully: I write 'Honeysuckle loves your balls' on them and then I wrap them each up in a baggie to keep the autograph dry, so whoever catches them can keep them as souvenirs. | (català) Vaig començar tirant el meu carretó de la compra ple de sorpreses. El primer que vaig fer va ser enganxar un mànec de fregona al gat i netejar el terra de l'escenari. Llavors vaig treure el mànec de la fregona del meu cony i vaig fer molts pets de cony. El públic sempre es va riure d'això. Vaig fer que el meu cony sonés com un ànec. Jo diria: "M'he fotut un ànec i l'ànec encara hi és!" Vaig encendre una espelma amb un llumins, després vaig apagar la flama amb el meu cony. Aleshores apagaria la flama de tres espelmes alhora. Després d'això, vaig posar-me tres espelmes al cony, les vaig encendre i me les vaig posar a l'alçada de cap. Comptaria enrere i sortiria! Les espelmes van sortir del meu cony com un coet. Jo ho anomeno 'Pussy Propulsion'. Després de les espelmes, em vaig fumar una cigarreta pel cony i vaig bufar els anells de fum al mateix temps que la música de swing de Glenn Miller. Aquest és un truc antic per a les festes de solter del fumador. Abans tenia por del càncer a causa del fum. A continuació, aboco la loció Jergens a les meves parts, que després disparo a 20 peus de distància a l'aire. Els nois del camp de tir es dispersen en totes direccions! Faig broma que els nois que estan a prop meu estan a la "zona de combat". Després em poso pols de talc al cony, que bufo en grans núvols blancs. Llavors tiro pilotes de ping-pong; la pólvora em dona una millor adherència a la pilota perquè les pugui disparar de 15 a 20 peus. Preparo cada bola amb cura: hi escric "A la Honeysuckle li agraden les teves pilotes" i després les embolico cadascuna en una bossa per mantenir sec l'autògraf, de manera que qui les agafi les pugui guardar com a record. | » |
| — | | |   |

## RevistaSCREW
Bruce David va presentar Divine a Al Goldstein, editor de SCREW.
| « | (castellà) I first saw Honeysuckle as I walked into Jim Buckley's office, and there was this girl standing on her head shooting Jergens Lotion across the room—ejaculating it from her pussy onto the wall 19 feet away. I thought that was unbelievably disgusting, so naturally, we made her our symbol—like the Playboy Rabbit. She is without a doubt the most unhygienic mass of femininity I've ever encountered. She's a one-woman slum. Honeysuckle is so dirty even I wouldn't touch her. She would keep an army of 19 shrinks so busy that they'd need shrinks to take care of them. But you know something? She's a sweet, nice, almost innocent kind of creature. And she's the only person on the staff who calls me Mr. Goldstein. | (català) Vaig veure per primera vegada Honeysuckle quan entrava a l'oficina de Jim Buckley, i hi havia una noia dempeus al cap disparant Jergens Lotion a través de l'habitació, ejaculant-la del seu cony a la paret a 19 peus de distància. Vaig pensar que era increïblement repugnant, així que, naturalment, la vam convertir en el nostre símbol, com el conill de Playboy. Ella és sens dubte la massa de feminitat més antihigiènica que he trobat mai. És un barri d'una sola dona. Honeysuckle és tan bruta que no la tocaria. Mantindria un exèrcit de 19 psiquiatres tan ocupat que aquests necessatiren tractament per cuidar-se ells mateixos. Però saps una cosa? És una criatura dolça, simpàtica, gairebé innocent. I és l'única persona del personal que em diu Sr. Goldstein. | » |
| — | | |   |

Divine va escriure una columna, "Diary of a Dirty Broad", per a SCREW durant diversos anys. I va aparèixer a la pel·lícula de Goldstein, SOS: Screw on the Screen.
A mitjans de la dècada de 1970, Divine va prendre un parèntesi del seu acte descarat després de ser arrestada diverses vegades per obscenitat a Filadèlfia, Boston, Syracuse, Albany, i Nova York. Durant aquest temps va continuar treballant com a stripper fent una rutina més convencional amb un nom diferent. Tanmateix, Divine va tornar triomfal al seu acte original el febrer de 1976 a Cleveland, Ohio. Va actuar a cases plenes de gent de tot Amèrica. I va ser també arrestada una vegada més el 5 d'abril de 1976 a Filadèlfia per ser considerada una "amenaça als estàndards locals". Acusada de lascívia oberta, el cas va ser anul·lat i aquesta decisió va ser confirmada per la Cort Suprema de Pennsilvània perquè els seus actes es van realitzar davant d'una audiència consentida.
A finals de 1976, Divine va començar a escriure una columna regular anomenada "The Beehive" per a la revista Cheri. El 8 de març de 1977, Divine va ser arrestada per actuar a l'Aquarius Adult Center de Gloucester, Nova Jersey. Això va ser seguit per una altra detenció a Nova York l'abril de 1977. El gener de 1979, Divine va fer un dels seus espectacles més ben rebuts al Mitchell Brothers O'Farrell Theatre de San Francisco. El juny de 1983, Divine va actuar com a part d'un espectacle anomenat "Portable Vaudeville" en un teatre d'Amsterdam. I després va continuar girant pel país i actuant en clubs a mitjans dels anys vuitanta.
Divine fa temps que es va retirar dels circuits de burlesque i striptease. I a partir del 2014, viu en un petit poble del seu Illinois natal.

## Columnes a la premsa

### SCREW
- «Honeysuckle Pounds the Pork». SCREW, 09-07-1973.
- «Down and Out with Honeysuckle». SCREW, 08-10-1973.
- «Diary of a Dirty Broad: Hyman [sic] in the Footlights». SCREW, 06-08-1973.
- «Backstage Back Stabbing». SCREW, 20-08-1973.
- «A Nose for Newsmen». SCREW, 03-09-1973.
- «Tampax Tomfoolery». SCREW, 30-07-1973.
- «What Do LBJ, Everett Dirksen and Pierre Salinger Have in Common?». SCREW, 10-12-1973.
- «Out, Out Damn Drip». SCREW, 17-12-1973.
- «Can You Spare Any Change?». SCREW, 24-12-1973.
- «Black is Bootyful: A Boon for Coons». SCREW, 31-12-1973.
- «Spare the Child, Spoil the Rod». SCREW, 07-01-1974.
- «Right to Knife». SCREW, 14-01-1974.
- «Perils of the Placenta». SCREW, 21-01-1974.
- «Afterbirth Control». SCREW, 28-01-1974.
- «Down on Your Niece». SCREW, 04-02-1974.
- «A Niece Piece». SCREW, 11-02-1974.
- «Nailed on the Blue Cross». SCREW, 18-02-1974.
- «Hermaphrodite Hubby». SCREW, 25-02-1974.
- «Land of Milk and Honey». SCREW, 04-03-1974.
- «A Pussy with Pluck». SCREW, 11-03-1974.
- «Stripper on the Skids». SCREW, 18-03-1974.
- «Flower of the Half Hour». SCREW, 25-03-1974.
- «A Stripper in Sodom». SCREW, 01-04-1974.
- «The Heaving Hooker». SCREW, 08-04-1974.
- «Streetwalking Strumpet». SCREW, 15-04-1974.
- «Balled in the Boondocks». SCREW, 13-05-1974.
- «Last Tango in Lindenhurst». SCREW, 27-05-1974.
- «Peter Meet Her». SCREW, 08-07-1974.
- «Peter on a Pedestal». SCREW, 15-07-1974.
- «Guys in Disguise». SCREW, 05-08-1974.
- «Writing Her Wrongs». SCREW, 02-09-1974.
- «Dame in Distress». SCREW, 16-09-1974.
- «Working on the Gang Bang». SCREW, 23-09-1974.
- «The Puke of Windsor». SCREW, 25-11-1974.
- «No Exit Ecdysiast». SCREW, 06-01-1975.
- «Dimwit in the Dark». SCREW, 13-01-1975.

### Cheri
- «My Bust: Honeysuckle Divine vs. The Law». Cheri, 1, 10-1976.
- «Honeysuckle Talks About 'Her' President». Cheri, 1, 11-1976.
- «Detroit: Honeysuckle Rates Motown's Muffdivers». Cheri, 1, 12-1976.
- «Pittsburgh: Honeysuckle Spurts in Steeltown». Cheri, 1, 1-1977.
- «Honeysuckle's Hottest Washington Expose». Cheri, 1, 2-1977.
- «Pittsburgh's Pussyburger Club». Cheri, 1, 3-1977.
- «Honeysuckle from Washington». Cheri, 1, 4-1977.
- «Ballbuster's Etiquette». Cheri, 1, 5-1977.
- «Honeysuckle Sprays». Cheri, 2, 8-1977.
- «Honeysuckle in Philly». Cheri, 2, 11-1977.
- «Washington's New Pussygate Scandal: Why G-Men Own G-Strings». Cheri, 2, 3-1978.
- «Honeysuckle Busted in Our Backyard». Cheri, 2, 4-1978.